# Eumycetozoa
Eumycetozoa (праве слузаве гљиве) је група амебоидних протиста (царство Amoebozoa) коју карактерише сложен животни циклус, у коме постоји стадијум плодоносног тела. Слузаве гљиве се хране бактеријама и најчешће живе на биљном материјалу који трули. Поједине праве слузаве гљиве су модел организми за научна истраживања.

## „Слузаве гљиве"
Назив „слузаве гљиве" се односи на све једноћелијске еукариотске организме, који су дуго времена сматрани гљивама услед сличности плодоносних тела појединих представника ове групе са плодоносним телима правих гљива. „Слузаве гљиве" су полифилетска скупина, која обухвата следеће групе организама:
- , праве слузаве гљиве, које припадају царству амеба (Amoebozoa);
- , које спадају у групу Heterolobosea;
- , које спадају у групу Cercozoa; и
- , које спадају у групу

Пошто се у филогенетској систематици избегава употреба полифилетских групација, назив „слузаве гљиве" би требало ограничити на праве слузаве гљиве.

## Класификација правих слузавих гљива
Група правих слузавих гљива, која броји око 600 врста, је изграђена из три монофилетске кладе, које одговарају нивоу класе: Protostelia, Myxogastria и Dictyostelia. 
класа 
ред 
класа 
ред 
ред 
ред 
ред 
ред 
класа 
ред 
Групе Protostelia и Myxogastria су међусобно сродније и називају се плазмодијалним слузавим гљивама, док је назив за групу Dictyostelia целуларне (ћелијске) слузаве гљиве. Плазмодијалне слузаве гљиве проведу већи део животног циклуса у заједничком животу у оквиру плазмодија, док целуларне слузаве гљиве већи део живота проведу као солитарни једноћелијски организми.

## Животни циклус правих слузавих гљива
Животни циклус слузавих гљива је сложен, и типично укључује следеће стадијуме:
1. једноједарне, хаплоидне, амебо-флагелатне солитарне јединке,
2. амебоидне солитарне јединке без бича,
3. евентуално агреговање слободних јединки у (псеудо)плазмодије,
4. образовање плодоносног тела и
5. ослобађање слободних јединки.

Амебоидне солитарне јединке, као и плазмодије, могу бити једноједарни или вишеједарни облици. Плазмодије су покретне, захваљујући усаглашавању струјања цитоплазме кроз појединачне делове (амебе). Плодоносна тела се развијају из једне амебоидне ћелије (сорокарп, код група Myxogastria и Protostelia) или из агрегације амебоидних ћелија (спорокарп, код групе Dictyostelia). Приликом стварања плодоносног тела код целуларних слузавих гљива (Dictyostelia) један део амеба умире, стварајући дршку спорокарпа.